# Шабла (нос)
Вижте пояснителната страница за други значения на Шабла.
Ша̀бла е нос на българското черноморско крайбрежие, най-източната точка на България.
Намира се на 6 km източно от град Шабла. Бреговете му са стръмни и са с височина 8 – 10 m. През 1856 г. по френски проект е построен морски фар. Той е най-старият морски фар по българското черноморско крайбрежие. Със своите 32 m височина е и най-високият фар в страната.
Открити са останки от пристанището и вълнолома на античния град Карон Лиман.